# Out of the Blue Games
Out of the Blue Games es un estudio de videojuegos español con sede en Madrid. Fue fundado en 2019 por Manuel Fernández y Tatiana Delgado junto con otros desarrolladores con los que habían coincidido en otras empresas. Se dedica principalmente al desarrollo de videojuegos de aventura y de rol. En 2025 la compañía anunció Call of the Sea: The Everhart Expedition, un juego de mesa de rol inspirado en su primer videojuego.

## Videojuegos desarrollados
| Año          | Título                | Género                  | Plataforma(s)                                                | Distribuidora |
| ------------ | --------------------- | ----------------------- | ------------------------------------------------------------ | ------------- |
| 2020         | Call of the Sea       | Videojuego de aventuras | Windows PlayStation 4 PlayStation 5 Xbox One Xbox Series S/X | Raw Fury      |
| 2023         | Call of the Sea VR    | Videojuego de aventuras | Meta Quest 2                                                 | Raw Fury      |
| 2023         | American Arcadia      | Videojuego de aventuras | Windows PlayStation 4 PlayStation 5 Xbox One Xbox Series S/X | Raw Fury      |
| Por anunciar | The Vigilante Diaries | Videojuego de rol       | Windows Nintendo Switch                                      | Por anunciar  |

## Recepción
Los juegos de Out of the Blue games han sido recibidos postivamente por la crítica —en Metacritic, Call of the Sea recibió un 75 y American Arcadia, un 77 sobre 100.— Recibió el premio deVuego al mejor estudio en 2020.